# Сукпакский сумон
Сукпакский сумон, сумон Сукпак — административно-территориальная единица (сумон) и муниципальное образование со статусом сельского поселения в Кызылском кожууне Тывы Российской Федерации.
Административный центр и единственный населённый пункт сумона — село Сукпак.

## Население
| 2017 | 2018  |
| ---- | ----- |
| 4839 | ↗4953 |

## Инфраструктура
Больница сельского поселения "Сумон сукпак" Кызылского кожууна